# Gaspare Murtola
Gaspare Murtola (ca. 1560-1624) fue un poeta, teólogo y jurisconsulto de Génova. Su poema de la creación del mundo lo expuso a las censuras de Marino; pero después de mutuos improperios, Murtola atacó finalmente a su antagonista (cita sacada de la obra de J. Platts «A new universal biography», London, 1826).

## Biografía
Murtola, nacido en Génova, después de haber estudiado bellas letras y derecho en su patria, fue enviado a Roma en calidad de secretario de Serra, cardenal y comisario del ejército de Hungría, y su empleo le obliga a seguir como prelado en la Corte del emperador.
Más tarde, visitó Turín con Francisco Costa, obispo de Savona y nuncio apostólico, y luego cayó en gracia al duque de Saboya, Carlos Manuel I de Saboya, quien lo convirtió en su secretario.
Posteriormente, publicó su poema sobre la creación del mundo, y el caballero Marin Giambattista Marino (1569-1625), poeta, secretario del gran-almirante de Nápoles, atacó al poema de Murtola con un soneto satírico que distribuyó a todos los señores de la Corte y con «Le Murtoleide», 1600, respondiéndole Murtola con una sátira violenta.
Luego, Murtola disparó con una pistola contra su rival Marino, quien fue herido, y encarcelado Murtola, aunque posteriormente fue liberado, en parte por la generosidad de este, quien solicitó para él clemencia y gracia, y a pesar de este proceder noble de su rival, Murtola conservó un vivo resentimiento en su corazón contra Marino.
Seguidamente, Murtola, se retiró de Turín y se estableció en Roma, recibiendo plazas importantes y hablando con Pablo V de su atentado contra Marino. Posteriormente publicó una recopilación de versos italianos y dos poemas latinos.

## Obras
- Canzonette...:..., dedicado a Giacomo Doria.
- Gasparis Murtolae theologi & iurisconsulti Genuensis,...., 1622.
- Delle pescatorie di Gasparo Murtola, Roma, 1617.
- Della creatione del mondo, poema sacro, Venetia: B. Pulciani, 1608.
- Rime del sig. Gasparo Murtola, 1604.
- Nutriciarum sive Naenarium libri III, 1602, in-12º. (poema latino)
- La cetra, Roma, 1600.
- Janus, 1598, in-12º. (poema latino)
- Otras.